# Podsabotin
Podsabotin é uma vila localizada no município de Brda na Eslovênia. Possuía uma população estimada de 306 habitantes em 2020.